# Das Musikzimmer
Das Musikzimmer (bengalisch জলসাঘর IAST Jalsāghar) ist ein indischer Spielfilm von Satyajit Ray aus dem Jahr 1958.

## Handlung
Der verarmte adlige Landbesitzer (Zamindar) und Musikliebhaber Huzur Biswambhar Roy lebt allein und zurückgezogen mit seinem Diener Ananta und seinem Grundstücksverwalter in seinem langsam verfallenden Palast.
Auf dem Dach sitzend und sinnierend, vernimmt er Musik vom Nachbargrundstück des gesellschaftlich aufgestiegenen Bürgerlichen Mahim Ganguli anlässlich der Initiationsfeier dessen Sohnes. Hierdurch werden bei Roy Erinnerungen an ebendiese Feier bei seinem eigenen Sohn Khoka wach.
RÜCKBLENDE. 4 bis 5 Jahre zuvor steckte Biswambhar Roy bereits in finanziellen Schwierigkeiten. Sein Landbesitz, dessen Verpachtung sein Einkommen war, wurde mit dem Laufe der Zeit von den bengalischen Flüssen weggeschwemmt, die Bank gewährt ihm keine Kredite mehr. Da bekommt er Besuch von seines Nachbarn Sohn Mahim Ganguli und gewährt ihm die gewünschte Landpacht. Das opulente Initiationsfest seines Sohnes inklusive des (den erwachsenen Männern vorbehaltenen) Musikabend im großen Musikzimmer des Palastes, finanziert er mit der Verpfändung der Juwelen seiner Frau Mahamaya. Diese macht ihm wegen seiner Obsession für kostspielige Musikabende Vorwürfe. Der nächste Tag offenbart die üblichen Tagesbeschäftigungen Roys – Modellsitzen für ein neues Gemälde, Musizieren mit seinem Sohn Khoka.
Frau und Sohn werden zu seinem kranken Schwiegervater in eine entfernte Stadt gerufen und reisen allein ab, da Roy „auf seinen Landbesitz aufpassen muss“. Inzwischen hat sich der zu Geld gekommene Ganguli ein modernes Haus bauen lassen und lädt Roy zur Einweihungsfeier am bengalischen Neujahrstag (Anmerkung: es gibt einen eigenen bengalischen Kalender, der den Mondphasen folgt) ein. Roy lehnt mit der Begründung ab, er habe just für diesen Tag bereits selbst eine eigene Feier geplant, zu der er Ganguli einlade. Er beauftragt seinen Verwalter mit den Vorbereitungen und der Zurückbeorderung seiner Familie. Während des Musikabends kentert das Boot mit Frau und Sohn in einem Gewittersturm; beide sind tot. Roy zieht sich danach aus dem öffentlichen Leben zurück. ENDE DER RÜCKBLENDE.
Noch immer auf dem Dach des Palastes beschließt Roy, seine Zurückgezogenheit aufzugeben. Angewidert vernimmt er westliche Blasmusik vom Grundstück des Ganguli. Im traditionellen Stil schickt er seinen Diener auf einem geschmückten Elefanten nach ihm; Ganguli kommt stattdessen mit seinem Auto vorgefahren. Eine Einladung Gangulis zu einem Musikabend mit der Kathak-Tänzerin Krishnabai lehnt Roy ab. Er ist ersichtlich der Ansicht, Ganguli habe keine Ahnung von Musik und traditioneller bengalischer Kultur. Als er dann aber von weitem die Musik vernimmt, beschließt er, einen letzten Musikabend mit derselben Tänzerin in seinem Musikzimmer zu veranstalten, um Ganguli zu demonstrieren, dass er zwar vermögend sein mag, jedoch Kultur nur imitiert, nicht hingegen zu leben versteht. Als Ganguli am Ende der Tanz- und Musikdarbietung der Tänzerin Geld zuwerfen will, hält Roy ihn zurück: „…das Recht der ersten Gabe gebührt dem Gastgeber…“.
Als es bereits Morgen wird, torkelt Roy betrunken von Alkohol und in höchster Freude über seinen Erfolg durch das Musikzimmer. Sein Geld ist völlig aufgebraucht. Er entschließt sich, sich das Leben zu nehmen und reitet mit seinem Schimmel zu Tode.

## Hintergrund
Der Film spielt im frühen 20. Jahrhundert und zeigt den Abstieg der alten und den Aufstieg der neuen Aristokratie Indiens. Während Roy betont stolz auf „das Blut in seinen Adern“ ist, betont Ganguli das Geldverdienthaben durch eigene Arbeit. Der Film ist auch ein Beispiel für die Konfrontation westlicher Einflüsse mit den (hier spezifisch bengalischen) Traditionen Indiens. Er basiert auf den Geschichten Raibari und Jalsaghar von Tarashankar Bandyopadhyay.
Satyajit Ray drehte Das Musikzimmer auf dem Grundstück eines Zamindars (Landbesitzers) bei Nimtita, in der Nähe des Flusses Padma an der heutigen indisch-bangladeschischen Grenze. Der Film ist reich an symbolhaften Bildern: Gewitter, das den Tod ankündigt; ein in einem Glas gefangenes Insekt; der verfallende Palast und das kieloben an Land liegende Boot, das das Ende des Lebens des Patriarchen symbolisiert. Das Musikzimmer wurde im Studio von Szenenbildner Bansi Chandragupta entworfen. Die Thumri-Stücke klassischer nordindischer Musik werden von Begum Akhtar – Indiens größter Ghazal-Sängerin des 20. Jahrhunderts, dem Shehnai-Virtuosen Bismillah Khan und dem Sänger Waheed Khan vorgetragen. Den Kathak tanzt Roshan Kumari.

## Kritiken
„Ein melancholischer Abgesang auf die feudalistische Herrlichkeit der indischen Aristokratie; zugleich ein Dokument des Zusammenpralls zweier Kulturen: der altindischen und der europäischen. Zentraler Spielort ist das Musikzimmer, in dem drei kunst- und stilvoll zelebrierte musikalische Hausabende die Kapitel des Films markieren.“

## Auszeichnung
- President’s Silver Medal als Bester Film in Bengalisch der National Film Awards, Neu-Delhi, 1959 – Preisträger: Satyajit Ray
- Silver Medal des Internationalen Filmfestivals Moskau für die Beste Musik, 1959 – Preisträger: Vilayat Khan